# UGC 477
UGC 477 هي مجرة ذات سطوع سطحي منخفض، وتقع في كوكبة الحوت. وتقع على بعد أكثر من 110 مليون سنة ضوئية. حوالي 100000 سنة ضوئية، وهي مشابهة لمجرة درب التبانة في الحجم.